# Ich und Earl und das Mädchen (Roman)
Ich und Earl und das Mädchen (englischer Originaltitel: Me and Earl and the Dying Girl) ist ein Jugendroman und das Debüt des Autors Jesse Andrews aus dem Jahr 2012. Der Roman erschien erstmals am 1. März 2012 bei Amulet Books. Die deutsche Übersetzung von Ruth Keen erschien am 30. September 2013 im Heyne Verlag.

## Handlung
Greg Gaines ist ein Schüler der Benson High School. Als sozialer Einzelgänger navigiert er durch das Leben in der High School, indem er die Bekanntschaft aller macht, aber sich von bestimmten Cliquen fernhält. Sein einziger wirklicher Freund ist Earl Jackson, obwohl Greg behauptet, dass sie nur Kollegen sind. Greg und Earl, ein Kommilitone aus einer armen und zerrütteten Familie, sind seit ihrer Kindheit befreundet. Die beiden verbringen die meiste Zeit damit, gemeinsam Filme zu drehen. Greg und Earl halten ihre Dreharbeiten vor ihren Altersgenossen geheim und fürchten Spott um ihre mittelmäßigen Projekte.
Eines Tages erzählt ihm Gregs Mutter, dass bei seiner Kindheitsfreundin Rachel Kushner die Diagnose akute myeloische Leukämie gestellt wurde. Gregs Mutter will, dass er ihre Freundschaft wieder aufleben lässt und sie sich besser fühlt. Obwohl Greg sich nur mit Rachel angefreundet hatte, um ihrer attraktiveren Freundin Leah Katzenberg näher zu kommen, erkennt er, dass er nicht mit seiner Mutter streiten kann und ruft sie an. Dies führt zu einem heiklen Gespräch zwischen den beiden. Greg ist bereit aufzugeben, aber seine Mutter zwingt ihn, sich mit Rachel zu treffen. Schließlich verbringen Greg und Rachel mehr Zeit miteinander.

## Rezeption
Das Buch hat eine Bewertung von 3.6/5 auf Goodreads und 4/5 bei Barnes & Nobles.

## Verfilmung
Eine Verfilmung des Romans wurde in Pittsburgh unter der Regie von Alfonso Gomez-Rejon mit einem adaptierten Drehbuch des Autors gedreht. Thomas Mann, Olivia Cooke, RJ Cyler, Connie Britton, Nick Offerman, Molly Shannon und Jon Bernthal spielen Figuren in dem Film. Der Film feierte seine Premiere auf dem Sundance Film Festival 2015, wo er sowohl den Publikumspreis (Dramatic) als auch den Grand Jury Prize (Dramatic) gewann.